# Архарово (Орловская область)
Архарово — село в Малоархангельском районе Орловской области России.
Входит в Дубовицкое сельское поселение в рамках организации местного самоуправления и в Дубовицкий сельсовет в рамках административно-территориального устройства.

## География
Расположено к 15 км к северо-востоку от райцентра, города Малоархангельск, и в 70 км к юго-востоку от центра города Орёл.

## История
В 1963 году село Верхнее Архарово и поселок Архаровские Выселки объединены в одно село Архарово.

## Население
| 2002 | 2010 |
| ---- | ---- |
| 196  | ↘160 |

Согласно результатам переписи 2002 года, в национальной структуре населения русские составляли 98 % от жителей.